# Every You Every Me
Singles de Placebo
You Don't Care About Us Without You I'm Nothing
Every You Every Me est une chanson du groupe de rock Placebo. C'est la huitième piste de l'album Without You I'm Nothing. Elle est sortie en single le 25 janvier 1999.
Elle figure sur la bande originale du film Sexe Intentions.
Cette chanson aborde purement et simplement le libertinage. Il est question d'une personne qui abuse de la naïveté de son partenaire, feignant la réciprocité des sentiments pour arriver à ses fins, c'est-à-dire prolonger une relation pourtant motivée par aucun sentiment. Les paroles ont été conjointement écrites par Brian Molko et Paul Campion (Charles Drummond), la musique par Stefan Olsdal.

## Liste des titres du single
- Liste des titres, CD1

1. Every You Every Me - Single mix
2. Nancy Boy - Blue Amazon mix
3. Every You Every Me - Scourge mix

- Liste des titres, CD2

1. Every You Every Me
2. Every You Every Me - Sneaker mix
3. Every You Every Me - BIR mix